# Canistro
Canistro es un municipio de Italia situado en la provincia de L'Aquila, en los Abruzos. Cuenta con 1.068 habitantes (2009). Forma parte de la Comunità Montana Valle Roveto.
Algunos de los trabajadores que fueron víctimas del mayor desastre minero de los Estados Unidos, ocurrido el 6 de diciembre de 1907 en Monogah (Virginia Occidental, eran emigrantes procedentes de esta localidad.

## Demografía
| Gráfica de evolución demográfica de Canistro entre 1861 y 2001 |
|                                                                |
| Fuente ISTAT - Elaboración gráfica por parte de Wikipedia.     |